# チャータードビル
チャータードビルは、兵庫県神戸市中央区海岸通にある歴史的建造物。
ジェイ・ヒル・モーガンの設計で、チャータード銀行（Chartered Bank）神戸支店として1938年に竣工した。今日の神戸旧居留地海岸通を代表する近代建築の一つになっている。

## 概要
正面外壁にはイオニア式列柱が配されている。内部は、装飾が施された折れ天井に、全面に大理石貼りがなされた広大な吹き抜け空間が配されているなど、英国の銀行らしい豪壮な造作になっている。
かつて、銀行1階ロビーであった場所には、ZOY（ゴルフウエア）、E.H BANK（カフェレストラン）、2･3階にはネオクラシックなザ・チャータード スクエア（フレンチレストラン）が営業しており、2012年からはNPO法人芸法が運営するGaleries & café 1もオープンした。南西と南東の角にはレトロな木製の回転ドアが当時のまま残っているが、近年になって針式インジケータに手動蛇腹扉のエレベータや、波打つ窓ガラスなどが失われてしまった。
日没から22時までライトアップされる。

## 建築概要
- 設計― ジェイ・ヒル・モーガン（Jay Hill Morgan）
- 施工― 大倉土木
- 竣工― 1938年
- 構造― RC造
- 規模― 地上4階
- 所在地― 〒650-0024 兵庫県神戸市中央区海岸通9
- 近代化産業遺産（「旧居留地銀行ビル群、海岸通商業ビル群」の一部）

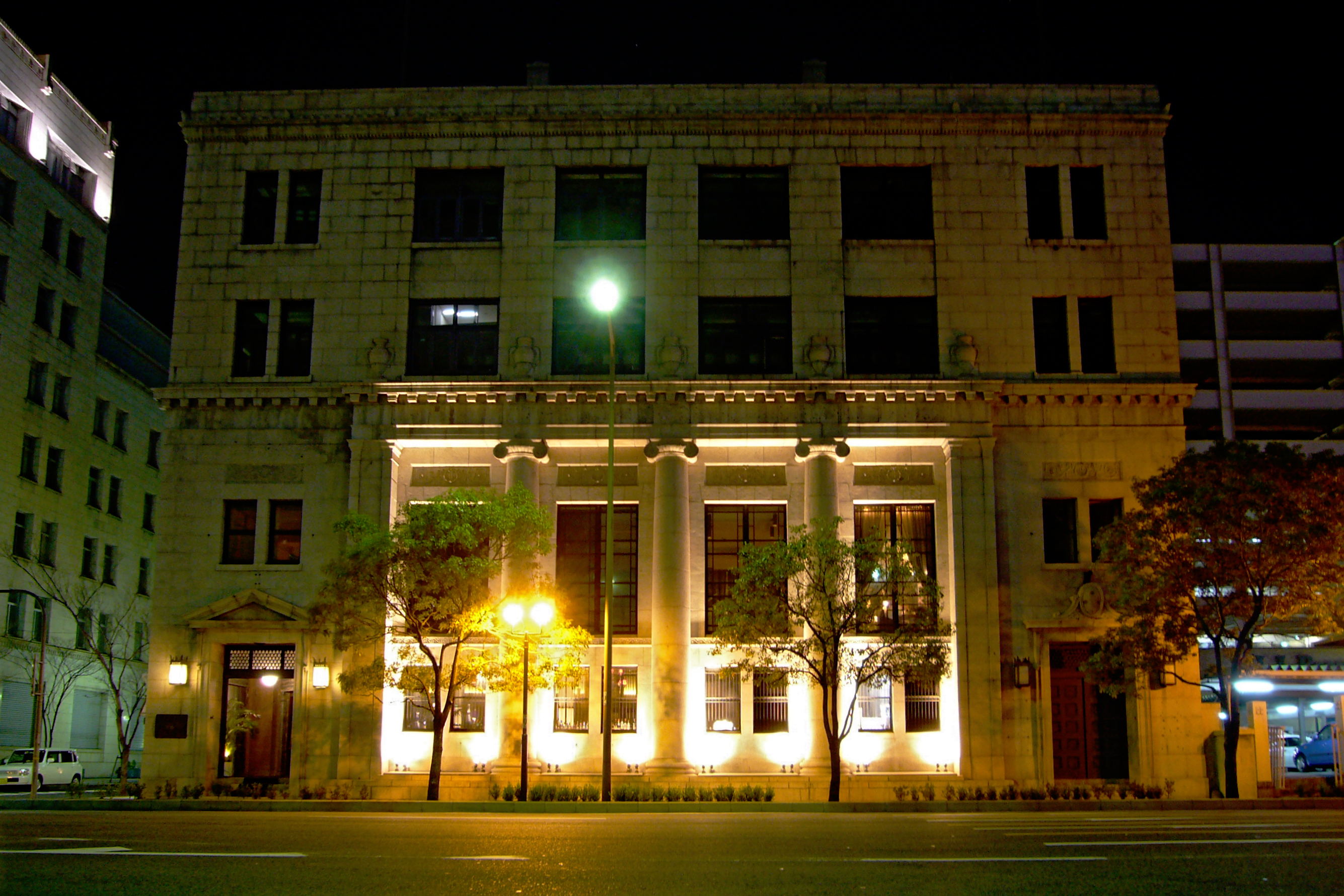
ライトアップされた南側
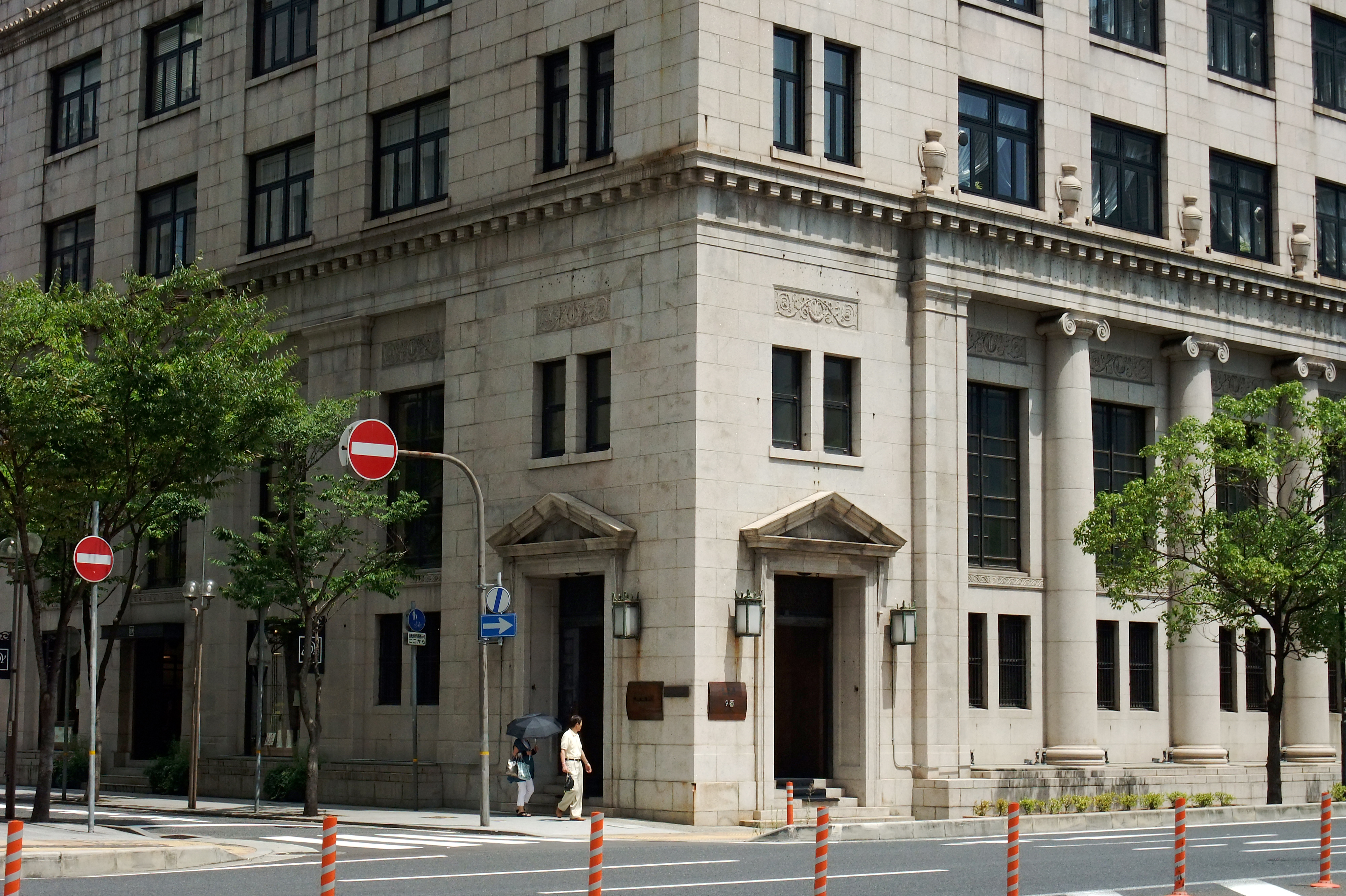
南西角
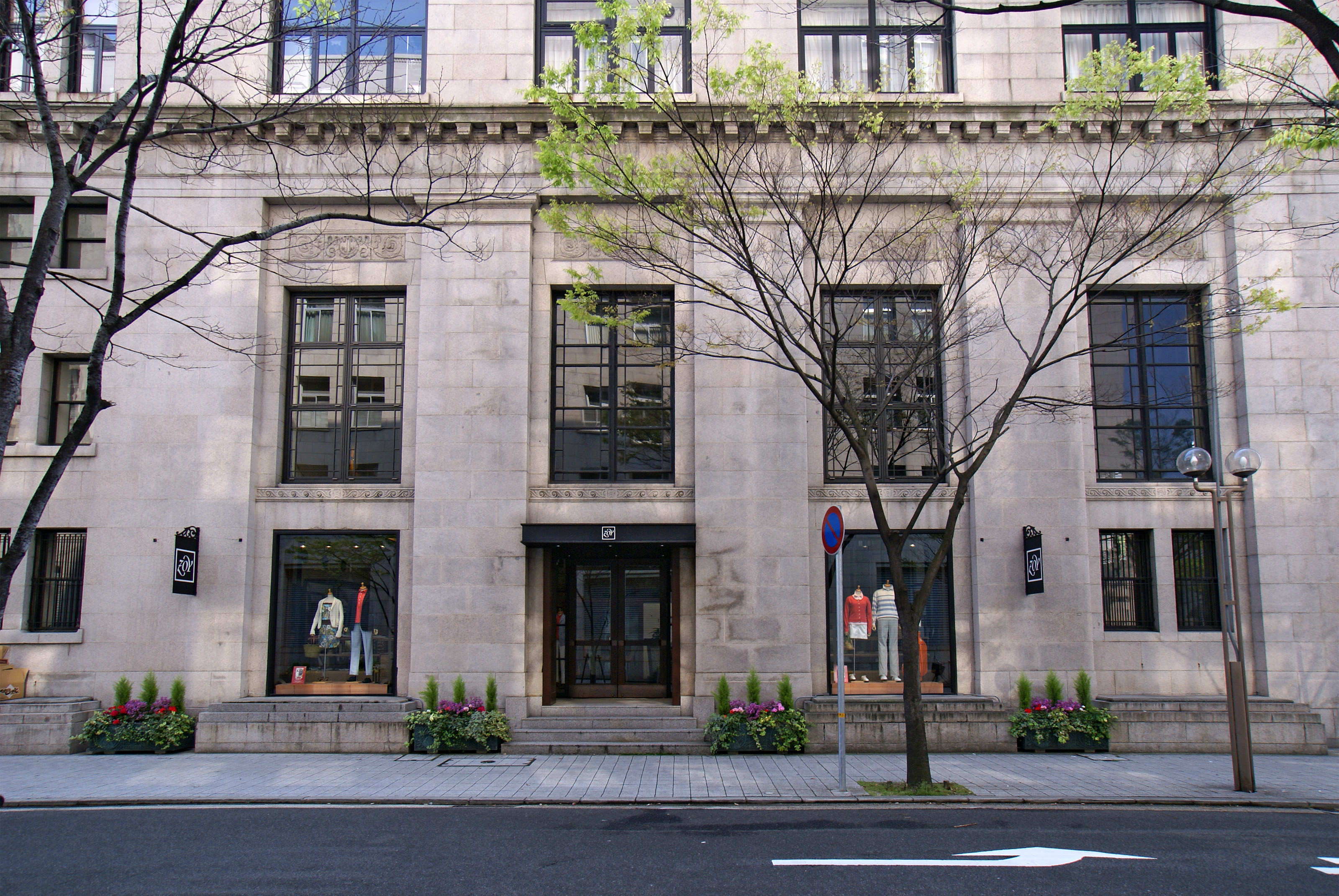
西側
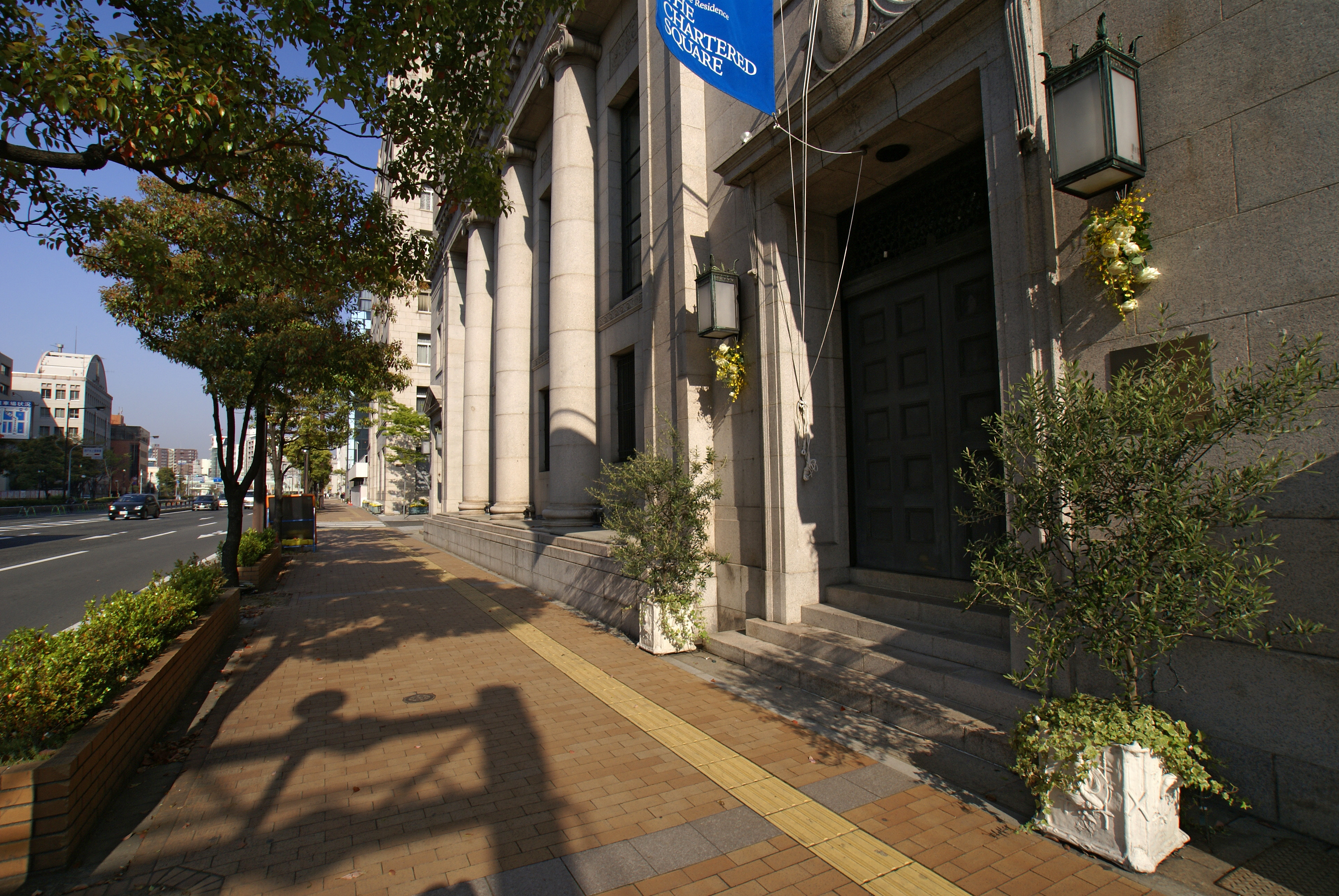
海岸通側

## 交通アクセス
- 神戸市営地下鉄海岸線 旧居留地・大丸前駅 徒歩8分
- 阪神本線 元町駅 徒歩10分
- JR神戸線 元町駅 徒歩10分

## 周辺情報
- 旧居留地
  - 神戸らんぷミュージアム、KOBEとんぼ玉ミュージアム、神戸ドールミュージアム、THE FORTY FIFTH、大丸ミュージアム神戸、ジーニアスギャラリー、旧居留地38番館、旧居留地十五番館、神戸市立博物館、神戸商船三井ビル、海岸ビル、神港ビル